# Janes Information Services
Jane's Information Group（現在の社名はJanes）は、軍事、国家安全保障、航空宇宙、運輸の分野を専門とするグローバルなオープンソースインテリジェンス企業で、社名は英国の作家Fred T. Janeに由来している。

## 歴史
ジェーンズ・インフォメーション・グループは、1898年にフレッド・T・ジェーンによって設立された。彼はポーツマスに住んでいたとき、海軍の画家として熱心に船のスケッチを始めたのだった。これは次第に百科事典的な知識へと発展し、『All the World's Fighting Ships』（1898年）の出版で頂点に達した。その後、同社は徐々に他の軍事専門分野にも手を広げていった。同社が出版した書籍や業界誌は、戦争や輸送システムに関する事実上の公的情報源と見なされることが多い。
存続期間のほとんどをグレーターロンドンに拠点を置き、トムソン・コーポレーション、ウッドブリッジ・カンパニー、 その後IHSマーキットが所有し、2019年にモンタグ・プライベート・エクイティに買収さた。

## 説明
社名は正式にはJane's Information Groupで、2021年現在、サリー州コールスドンに所在している。防衛、セキュリティ、航空宇宙、運輸の各分野でオープンソースのインテリジェンスを提供し続けている。

## 出版物
出版物のうち、書籍（年刊）には、Jane's All the World's Aircraft, Jane's Fighting Ships, Jane's Military Communications, Jane's World Air Forces, Jane's World Navies, and Jane's World Railways がある。定期刊行物としては、Jane's Defence Weekly, Jane's Intelligence Review, Jane's International Defence Review, Jane's Navy International がある。ジェーンズ・ポリス・レビュー（2011年）、ジェーンズ・エアポート・レビュー（2015年）は廃刊となった。
Jane's All the World's Aircraft and Fighting Shipsは、航空機や軍艦の名称を正しく表記するための参考文献として、APスタイルブック2019年版に収録されている。
Jane's Combat Simulationsは、1996年から2000年にかけて、エレクトロニック・アーツ社のライセンスを受けて制作されたコンピューターフライトシミュレーションゲームと海戦シミュレーションのブランドである。
主な定期刊行物の競合には、Defense News、Flight International、Aviation Week & Space Technology、Shephard Groupが含まれる。 